# Taphrocerus schaefferi
Taphrocerus schaefferi är en skalbaggsart som beskrevs av Nicolay och Weiss 1920. Taphrocerus schaefferi ingår i släktet Taphrocerus och familjen praktbaggar. Inga underarter finns listade i Catalogue of Life.